# Animal (film, 2021)
Pour les articles homonymes, voir Animal (homonymie).
Pour plus de détails, voir Fiche technique et Distribution.
Animal est un documentaire français réalisé par Cyril Dion, sorti en 2021.

## Synopsis
Bella et Vipulan ont 16 ans, une génération persuadée que leur avenir est menacé. Changement climatique, sixième extinction de masse des espèces... d'ici à 50 ans leur monde pourrait devenir inhabitable. Ils ont beau alerter, mais rien ne change vraiment. Alors, ils décident de remonter à la source du problème : notre relation au monde vivant. Tout au long d'un extraordinaire voyage, ils vont comprendre que nous sommes profondément liés à toutes les autres espèces. Et qu'en les sauvant, nous nous sauverons aussi. L’être humain a cru qu’il pouvait se séparer de la nature, mais il est la nature. Il est, lui aussi, un animal.

## Fiche technique
- Titre original : Animal
- Réalisation : Cyril Dion
- Scénario : Cyril Dion et Walter Bouvais
- Son : Romain de Gueltzl
- Photographie : Alexandre Léglise
- Montage image : Sandie Bompar
- Musique : Sébastien Hoog et Xavier Polycarpe (Gush)
- Production : David Mitnik
- Sociétés de production : Bright Bright Bright et Capa, KissKissBankBank (financement participatif)[2]
- Société de distribution : UGC
- Budget :
- Pays de production :  France
- Langue originale : français, anglais
- Format : couleur
- Genre : documentaire
- Durée : 105 minutes
- Dates de sortie :
  - France : juillet 2021 (Festival de Cannes) ; 1er décembre 2021 (sortie nationale)
  - Belgique : 3 octobre 2021 (Festival international du film francophone de Namur)[3] ; 8 décembre 2021 (sortie nationale)[4]
  - Suisse romande : 1er décembre 2021[5]

## Personnalités présentes dans le film
- Bella Lack
- Vipulan Puvaneswaran
- Charles et Perrine Hervé-Gruyer
- Afroz Shah
- Baptiste Morizot
- Anthony D. Barnosky
- Jean-Marc Landry
- Eloi Laurent
- Nicolas Vereecken
- Dino Martins
- Jane Goodall
- Claire Nouvian
- Carlos Alvarado

## Production
Le tournage du film a nécessité 55 jours sur six mois.
Un livre accompagnant la sortie du film est paru en septembre 2021 aux Éditions Actes Sud. Il est sous-titré Chaque génération à son combat, voici le notre.

## Accueil

### Critique
Le film sort en France et en Suisse le 1er décembre 2021 et en Belgique le 8. Animal a été sélectionné au festival de Cannes 2021, dans la section Cinéma pour le Climat, a remporté huit prix dans des festivals internationaux et a été nommé pour le César du meilleur film documentaire 2022.
Le film est très bien accueilli par le public et positivement par la presse. Il est noté 4,3/5 par les spectateurs d'Allo Ciné et 3,5/5 par la presse. Il reçoit une note de 7/10 sur Sens critique.

### Box-office
Sorti dans un contexte de Covid très difficile pour le cinéma français avec des baisses de 30 à 40% de la fréquentation, le film totalise 214 648 entrées, soit plus que de nombreuses fictions sorties à la même période. C'est le deuxième meilleur score de l'année pour un documentaire, derrière La Panthère des neiges.

## Distinctions

### Récompenses
- Espigua Verde, Festival international du film de Valladolid [10]
- Prix du public, Festival Cinemambiente de Turin 2021[11]
- Mention spéciale du jury, Another Way Film Festival à Madrid 2021[12]
- Prix du jury junior au Festival international du film francophone de Namur 2021[3]
- Prix du jury jeune au festival du film de Sarlat 2021[13]
- Young Audience Award : European Film Awards 2022[14]
- Green film award : Trento Film Festival 2022[15]
- Grand Prix, Green Film Festival de Cracovie 2022[16]
- Environment and quality of life award, Festival Castellinaria 2022[17]

### Nominations
- Sélectionné pour la section « le cinéma pour le climat » du Festival de Cannes 2021[18]
- Nommé pour le César du meilleur film documentaire 2022[19]